# P・ジェリ・クラーク
デクスター・ガブリエル（Dexter Gabriel、1971年 - ）、筆名P・ジェリ・クラーク（Phenderson Djèlí Clark）は、アメリカのスペキュレイティブ・フィクション作家・歴史学者。コネチカット大学の歴史学科で助教を務める。小説家としての筆名と学者としての筆名を分けており、A・フェンダーソン・クラーク（A. Phenderson Clark）という筆名を使うこともある。ペンネームの「ジェリ（Djèlí）」はグリオに由来している。
2022年、ファンタジー長編『精霊を統べる者』でネビュラ賞、ローカス賞、イグナイト賞、コンプトン・クルック賞を受賞。2021年、ノヴェラRing Shoutでネビュラ賞、ローカス賞、英国SF協会賞を受賞。

## 経歴
デクスター・ガブリエルは1971年にニューヨークで生まれたが、すぐに両親の故郷であるトリニダード・トバゴに移住し、そこで幼年時代の大半を過ごした。8歳でアメリカに戻り、スタテンアイランドとブルックリンに住んだのち、12歳でヒューストンに移住。テキサス州立大学サンマルコス校で学士号と修士号を取得。ニューヨーク州立大学ストーニー・ブルック校で博士号を取得。現在はコネチカット大学の歴史学科で助教を務める。
2011年、P. Djèlí Clark、Djèlí A. Clark、Phenderson Djèlí Clark、A. Phenderson Clarkなどのペンネームで創作を発表しはじめる。フェンダーソンは祖父の名前であり、クラークは母親の結婚前の姓である。ジェリ（Djèlí）は西アフリカのグリオに由来している。2016年、中編"A Dead Djinn in Cairo"がTor.comに掲載され、本格的な小説家デビューを果たす。
中編"A Dead Djinn in Cairo"、短編"The Angel of Khan el-Khalili"、ノヴェラThe Haunting of Tram Car 015、長編『精霊を統べる者』の4作品は、同じ改変歴史世界のエジプトを舞台としている。

## 主な作品

### Dead Djinn Universe
- "A Dead Djinn in Cairo" (novelette), Tor.com, 2016[2]
- "The Angel of Khan el-Khalili" (short story), Clockwork Cairo: Steampunk Tales of Egypt, ed. Matthew Bright, Twopenny Books, 2017[7]
- The Haunting of Tram Car 015 (novella), Tor.com, 2019[2]
- 『精霊を統べる者』鍛治靖子訳、創元海外SF叢書、東京創元社、2024年
  - A Master of Djinn, Tordotcom, 2021[6]

### その他の作品
- "The Secret Lives of the Nine Negro Teeth of George Washington", Fireside Fiction, 2018
  - 「ジョージ・ワシントンの義歯となった、九本の黒人の歯の知られざる来歴」佐田千織訳、〈SFマガジン〉2022年6月号収録
- The Black God's Drums (novella), Tor.com, 2018
- Ring Shout (novella), Tordotcom, 2020[2]
- "If the Martians Have Magic" (short story), Uncanny Magazine, 2021[2]
- Jubilee’s Experiment: The British West Indies and American Abolitionism (academic monograph), Cambridge University Press, 2023
- The Dead Cat Tail Assassins (novella), Tordotcom, 2024